# Mihailo Petrović
Mihailo Petrović Alas (serbio cirílico: Михаило Петровић Алас; 6 de mayo de 1868 – 8 de junio de 1943), fue un influyente matemático e inventor serbio, además de profesor en la Universidad de Belgrado, académico, pescador, escritor, publicista, músico, hombre de negocios viajero y voluntario en la Primera y la Segunda Guerras Mundiales. Fue un estudiante de Henri Poincaré, Charles Hermite y Charles Émile Picard. Petrović contribuyó significativamente al estudio de ecuaciones diferenciales e inventó uno de los primeros prototipos de ordenador analógico.

## Biografía
Petrović nació el 6 de mayo de 1868, en Belgrado. Fue el primer hijo de Nikodim, un profesor de teología, y Milica (apellidada Lazarević de soltera).
Terminó el Primer Gimnasio de Belgrado en 1885 y se matriculó en la sección de matemáticas de la Facultad de Filosofía de Belgrado. Para cuando acabó sus estudios en Serbia en 1889, varios matemáticos serbios que se habían doctorado en el extranjero como Dimitrije Nešić (en Viena y el Instituto de Karlsruhe de Tecnología), Dimitrije Danić (en Jena, 1885) y Bogdan Gavrilović (en Budapest, 1887) empezaban a ganar fama. En septiembre de 1889, Petrović también fue al extranjero, a París, para proseguir sus estudios y preparar el examen de entrada al École Normale Supérieure. Obtuvo un grado en ciencias matemáticas de la Sorbona en 1891 y el 21 de junio de 1894 defendió su tesis doctoral en la misma institución, recibiendo el título de Docteur des ciencias mathematiques (doctor de ciencias matemáticas). Su doctorado se centraba en el campo de ecuaciones diferenciales.
En 1894, Petrović se convirtió en profesor de matemáticas de la Grande école de Belgrado (futura Universidad de Belgrado). Por aquel entonces era uno de los mayores expertos en ecuaciones diferenciales. Protagonizó conferencias hasta su jubilación en 1938. En 1897, fue elegido miembro asociado de la Real Academia serbia y miembro asociado de la Academia yugoslava de Ciencias y Artes en Zagreb. Fue nombrado un miembro pleno de la Real Academia serbia en 1899, con sólo 31 años de edad
Muy interesado en la pesa, se ganó por el ello el apodo de Alas (pescador de río). En 1882, era aprendiz de pescador y en 1895 aprobó el examen de maestro pescador. Participó en discusiones legislativas con respecto a convenciones de pesca en Rumanía y a convenciones con Austria-Hungría sobre la protección de la pesca en los ríos en Sava, Drina y Danubio. También tocaba el violín y en 1896 fundó la sociedad musical Suz. Mihailo Petrović también construyó un hidrointegrador, y ganó la medalla de oro en el Exposición Mundial de París de 1900. Cuando en 1905 la Grande école fue transformada en la Universidad de Belgrado Petrović estuvo entre los primeros ocho profesores regulares.
Publicó un gran número de invenciones, trabajos científicos, libros y revistas de sus expediciones de mar. Recibió numerosos premios y reconocimientos y fue miembro de varias academias y sociedades científicas extranjeras (Praga, Bucarest, Varsovia, Cracovia). En 1927, a la muerte de Jovan Cvijić, los miembros de la academia serbia propusieron Mihailo Petrović como nuevo presidente de la academia, pero las autoridades no aceptaron esta propuesta. Probablemente se debiera a su amistad con el príncipe Đorđe P. Karađorđević, hermano del rey en arresto docimiciliario desde 1925. En 1931, los miembros de la academia lo volvieron a proponer unánimemente para el puesto pero las autoridades rechazaron de nuevo la propuesta. El matemático y físico Bogdan Gavrilović fue nominado en su lugar.
En 1939, fue nombrado doctor honorario por la Universidad de Belgrado. En el mismo año,  recibió el orden de San Sava, primera clase. También fundó la Escuela de Belgrado de Matemáticas, que en los años siguientes formó una gran cantidad de matemáticos que siguieron su legado. Petrović fue menor de todas las tesis doctorales de la nueva universidad desde 1912 hasta la Segunda Guerra Mundial.
Participó en las Guerras balcánicas y en la Primera Guerra Mundial como oficial y después de la guerra fue oficial en la reserva. Desarrolló un interés por la criptografía y sus sistemas de cifrado fueron utilizados por el ejército yugoslavo hasta la Segunda Guerra Mundial. Cuándo la Segunda Guerra Mundial estalló en Yugoslavia, fue otra vez llamado al ejército y capturado por los alemanes.
Tras un tiempo, fue liberado por enfermedad. El 8 de junio de 1943, Petrović murió en su casa en la calle Kosančićev Venac, en Belgrado.
Hoy en día lleva su nombre el Noveno Gimnasio de Belgrado "Mihailo Petrović Alas".

## Premios y afiliaciones
- Miembro de SANU
- Miembro de la Academia Yugoslava
- Miembro de la Academia de Ciencias de la República Checa
- Miembro de la academia de Bucarest
- Miembro de la academia de Varsovia
- Miembro de la academia de Cracovia
- Miembro de la sociedad de matemáticos italianos, Palermo
- Miembro de la sociedad de matemáticos alemanes, Leipzig
- Miembro de la Sociedad Científica Sevchenko, Leópolis
- Miembro de la expedición científica para la exploration del Polo Sur
- Miembro del Club Rotary, Belgrado
- Orden de Miloš el Grande
- Orden de San Sava, 1.º grado
- Orden de San Sava, 2.º grado
- Orden de San Sava, 3.º grado
- Orden de la corona rumana, 3.º grado
- Brevet honorario de la sociedad de matemáticos de Londres
- Presidente honorario de Alianza yugoslava de estudiantes de matemáticas
- Doctor honorario, Universidad de Belgrado
- Decano de la Facultad de Filosofía, Belgrado